# Kispál és a Borz
A Kispál és a Borz magyar alternatív rock együttes. 1987-ben alakult Pécsett. 2010-ig működött, majd 2022-ben újraalakult.

## Története
A Kispál és a Borzot 1987-ben Bräutigam Gábor, Ózdi Rezső, Kispál András és Lovasi András alapította. Első fellépésük a Szenes klubban volt 1987. december 10-én. 1989-ben adták ki az első demójukat Tökéletes helyettes 50 percig címmel, majd 1991-ben megjelentették első albumukat is Naphoz Holddal néven. 1993-ban léptek fel először a Sziget Fesztiválon. Az együttes tagjai az évek alatt sokat cserélődtek. Többször volt doboscsere: Bräutigam Gábort Tóth (Csülök) Zoltán váltotta, őt pedig 2002 nyarán Michael Zwecker. 1996-ig trióként játszottak, ekkor csatlakozott hozzájuk Dióssy Ákos. Zwecker 2006-ban hagyta el az együttest, őt Bóra Áron váltotta, de mintegy egyévnyi játék után ő is elhagyta a zenekart. Legújabb dobosuk a 2007 telén "beavatott" Mihalik Ábel volt, őt 2022-ben Bajkai Ferenc váltotta. Gyakran vendégművészekkel léptek fel, például a Pál Utcai Fiúk énekesével, Leskovics Gáborral. 2006 szeptemberében a Sláger Rádió és az Origo által indított Álomsláger című szavazáson, melynek célja „minden idők kedvenc magyar slágerének” a kiválasztása volt, az együttes dala, a Ha az életben a 3. helyezett lett.
2009 szeptemberében megjelent a zenekar első DVD-je. A szimplán csak „Koncert” névre keresztelt kiadványon a 2007-es pécsi 20 éves jubileumi koncertjük anyaga látható. Érdekessége, hogy a DVD-hez jár egy kód is, amivel a zenekar weboldaláról egy eddig kiadatlan, négy számot tartalmazó Kispál és a Borz EP-t lehet letölteni. A zenekar egy szórakoztató videóklipet is forgatott a Többiektől című dalra, melyet Merényi Dávid és Nagy Gergő (nagymerénylet produkció) rendezett.
2010-ben bejelentették, hogy huszonhárom év aktív zenélés és tizenegy stúdióalbum után az együttes befejezi pályafutását. Búcsúkoncertjüket 2010. augusztus 9-én, a Sziget Fesztivál „mínusz egyedik” napján tartották. Az együttes búcsúelőadására 45 000 néző volt kíváncsi. A koncertről készült mozifilmet 2010. november 24-én vetítették a mozikban, 21 helyszínen egyszerre.
2022-ben, 12 évvel a feloszlásuk után a Partizán műsorában jelentették be a visszatérésüket, és egy új album kiadását. Az album 2023. május 5-én jelent meg Beszorult mondat címmel. A lemezen közreműködik többek között Bräutigam Gábor, G. Szabó Hunor és Krúbi, utóbbi a címadó dalban.

### A név eredete
Az eredeti elképzelés szerint az együttes neve csak „Borz” lett volna (az akkoriban népszerű Bros és a The Doors nevének egyfajta parafrázisaként). Ezt azonban Kispál András kifogásolta, arra hivatkozva, hogy korábban csupa állatról elnevezett együttesben játszott, amik sikertelenek voltak. Ezért úgy döntöttek, hogy őt kiemelik a névben.

## Díjak
- EMeRTon-díj (1994)

## Tagok

### Jelenlegi felállás
- Kispál András – gitár (1987–2010, 2022–)
- Lovasi András – basszusgitár, ének, szöveg (1987–2010, 2022–)
- Dióssy D. Ákos – billentyűs hangszerek, csörgő, vokál (1995–1998: vendég, 1998–2010, 2022–: tag)
- Bajkai Ferenc – dob, ütősök (2022–)

### Alapító tagok
- Ózdi Rezső – basszusgitár (1987–1988)
- Bräutigam Gábor – dob (1987–1995)
- Kispál András – gitár
- Lovasi András – basszusgitár, ének, szöveg

### Korábbi tagok
- Tóth „Csülök” Zoltán – dobok, ütősök (1995–2002)
- Vittay Ferenc – gitár, vokál (1995–1998: vendég, 1998–2000: tag)
- Michael Zwecker – dob, ütősök (2002–2006)
- Bóra Áron – dob, ütősök (2006–2007)
- Mihalik Ábel – dob, ütősök (2007–2010)

### Vendégművészek
- Hárságyi Péter – dob
- Leskovics Gábor „Lecsó” – gitár, vokál, ének (1995–2007, 2010)
- Németh Juci – ének
- Pál István – hegedű
- Sasvári Géza András – gitár (2008–2010)
- Szabó Attila – hegedű
- Tóth „Csülök” Zoltán – dob, ütősök (2007–2010)
- Varga Livius – dob, vokál

## Kiadványaik

### Stúdióalbumok
- Naphoz Holddal (1991)
- Föld kaland ilyesmi… (1992)
- Ágy asztal tévé (1993)
- Sika, kasza, léc (1994)
- Ül (1996)
- Bálnák, ki a partra (1997)
- Holdfényexpressz (1998)
- Velőrózsák (2000)
- Bandi a hegyről (2001) – Lovasi András szólóalbuma a Kispál és a Borz tagjaival
- Turisták bárhol (2003)
- Én, szeretlek, téged (2004)
- Beszorult mondat (2023)

### Koncertalbumok
- Happy Borzday (1997)
- Élősködés (2003) – a 2002-es 15 éves jubileumi koncertturné állomásain készült felvételek, a Turisták bárhol dupla-lemezes limitált első kiadásának mellékleteként is megjelent
  - Élősködés – Budapest
  - Élősködés – Debrecen
  - Élősködés – Győr
  - Élősködés – Miskolc
  - Élősködés – Pécs
  - Élősködés – Sopron
  - Élősködés – Szeged
- 20 év – Csendesülős (2007) – a 20 év dupla album része (Szeged, 2006. december 21. és Pécs, 2006. december 27.)
- Napozz Holddal (2010) – búcsúkoncert (Budapest, Sziget Fesztivál, 2010. augusztus 9.) + a Többiektől EP anyaga

### Középlemezek
- Fák, virágok, fény maxi (1995)
- Kicsit maxi (1997)
- Tesis a világ maxi (1998)
- Az nem lehet soha maxi (1999)
- Hang és fény maxi (2000)
- Nagyon szerelmes lányok EP (2002)
  - Bónusz multimédia-melléklet: négy dal az első demóról, klipek 1990-től 2002-ig
- Többiektől EP (2009)
  - 2009 – digitális letöltés, a Koncert DVD bónuszaként
  - 2010 – CD, a Napozz Holddal bónuszaként

### Demók
- Kispál és a Borz (1988)
- Tökéletes helyettes 50 percig (1989)
- Élet a légypapíron (1995)

### Filmzenealbum
- Csinibaba (1996)

### Remixalbumok
- KispálraMix (2000)
- Holnaphoz Holddal (2012)

### Válogatások
- 20 év (2007) – dupla album

### Videók
- Koncert (2009) – 20 éves jubileumi koncert (Pécs, Lauber Dezső Sportcsarnok, 2007. december 28.)
- Három (az 1392-ből) (2009) – dokumentumfilm a 20 éves jubileumi turnéról (csak digitális letöltés, a Koncert DVD bónusza)
- Kötelező videók 1992–2009 (2009) – klipgyűjtemény
- Napozz Holddal – A Kispálfilm (2010) – Búcsúkoncert (Budapest, Sziget Fesztivál, 2010. augusztus 9.)

### Könyvek
- Lovasi András–S. Varga Ilona: Jutka Emese Pistike ésatöbbiek – Kispál és a Borz daloskönyv
- Marton László „Távolodó”: Pécsi szál – Kispál-könyv

## Tribute zenekarok
- Tökéletes Helyettesek
- Asztalhoz Emberek